# سلمان الأنصاري
سلمان الأنصاري (مواليد 1 يناير 1981) هو لاعب كرة قدم قطري دولي سابق يشغل حالياً منصب رئيس الرابطة القطرية .
لعب مع نادي الريان .
وقد كان يلعب مع منتخب قطر لكرة القدم.

## روابط خارجية
- سلمان الأنصاري على موقع ناشيونال فوتبول تيمز (الإنجليزية)

سلمان الأنصاري